# Thomas Linley (fils)
Pour les articles homonymes, voir Thomas Linley.
Thomas Linley, dit Thomas Linley le Jeune, né le 5 mai 1756 à Bath et mort le 5 août 1778 au château de Grimsthorpe, est un enfant prodige, chanteur, violoniste et compositeur britannique
Parfois considéré comme le « Mozart anglais », il est le fils aîné du compositeur Thomas Linley (l'Aîné) et de son épouse, Mary Johnson.
Thomas Gainsborough l'a représenté avec sa sœur Elisabeth, vers 1768. Le portrait est conservé au Clark Art Institute de Williamstown.

## Œuvre
- Concerto pour violon & orchestre en fa majeur.